# 大川武久部
大川武久部（日语：／ Ōkawa Bukubu，1986年10月3日—），日本漫畫家。男性。《POP TEAM EPIC》的作者，該作品也被製作成電視動畫。另一個名義是bkub。他與黑手黨田一起經營株式會社Boss Rush。出身和居住於兵庫縣西宮市。

## 來歷、人物
2007年，大川武久部以《3LDKM》獲得由MediaWorks（當時稱為ASCII Media Works）主辦的第8屆電擊漫畫大獎賽少年漫畫部門優秀獎，並在該公司出版的《電擊G's Festival！COMIC》上連載了《超級精緻》。從那時起，他繼續在各種漫畫雜誌和網路漫畫發行網站上發表他的作品。特別是在竹書房的《漫畫人生WIN》上連載的《POP TEAM EPIC》因其激進而荒誕的噱頭而廣受歡迎，並於2018年被改編成電視動畫。
除了原創作品外，他還參與了各種選集漫畫，並於2017年為與《銀魂》的合作商品繪製了插圖。在商業出道之前，他也領導了同人圈。
他負責黑手黨田與中村悠一在YouTube上開設的「WasyaganaTV」的構成作家和插圖。他在2021年7月3日上映的「Besiege」中首次單獨出演。有時會在準備直播時（不定期）畫插畫。在節目中，他的暱稱是。
在中，主角是黑手黨梶田，他周圍的人都是角色，因此除了羽海野千花和等非人類角色的肖像畫之外，還有Lotus Juice、伊藤賢治、古代祐三等漫畫中不常出現的角色登場並繪製了他們的肖像畫。他在夏威夷旅行期間遇到了Lotus Juice，並因將他納入漫畫而獲得了他的感激。本作品除了負責第1冊封面的海野千佳以外，還有、福井拓海、友美一郎等人為本作品貢獻了短篇漫畫，押切蓮介也發來了1頁的評論。
2019年，他在Twitter上發布了一幅「河豚吐水」的4格漫畫，趕潮流後成為熱門話題。2022年1月左右，除了他在WashaganaTV的活動之外，他還與少數創作者一起開設了一個名為的YouTube頻道（截至2023年10月，該頻道已更名為）。同年5月1日，他與同居女子結婚，他們宣布他們的婚禮於前一天，即4月30日舉行。同年6月20日，他在Twitter上宣布將以VTuber身分出道。此外，《POP TEAM EPIC》電視動畫第2期將於2022年10月開播。

## 作品列表
- 超級精緻（日语：スーパーエレガント）（2008年10月—2013年6月，ASCII Media Works《電擊G's Festival！COMIC（日语：電撃G's Festival! COMIC）》連載，全1冊）[3]
- （2012年2月—2014年1月，竹書房《漫畫人生WIN（日语：まんがライフWIN）》連載，全2冊）[3]
- （2014年5月—2016年4月，GOT（日语：ジーオーティー）《Comic Anthurium（日语：Comicアンスリウム）》連載）[c][3]
- POP TEAM EPIC（2014年8月—，竹書房《漫畫人生WIN》連載，已出版7冊）[3]
- （2015年9月—2016年12月，WANI BOOKS（日语：ワニブックス）《Comic Gum》連載，全1冊）[3]
- （2016年4月—2020年7月，星海社《Twi4》連載，全3冊）[3]
- （2016年4月—，FURYU（日语：フリュー）《卡利古拉》公式官網連載）
- （2016年6月—2023年3月，KADOKAWA《電擊魔王》2016年8月號[16]—2023年5月號連載[17]，已出版3冊）[3]
- （2016年8月—，《八月的棒球甜心》公式官網連載）
- （2016年9月—，日昇動畫《矢立文庫（日语：矢立文庫）》連載）[3]
- （2016年10月—2020年9月，講談社《月刊Morining two（日语：月刊モーニングtwo）》連載，已出版1冊）
- （2017年2月—，祥傳社《FEEL YOUNG》連載）
- （2017年5月—，KADOKAWA／ASCII Media Works《電擊G's magazine.com》連載，已出版2冊，原案：黑手黨田）[3]
- （2017年6月—2021年3月，小學館《快樂快樂兄貴（日语：コロコロアニキ）》連載，全2冊）[18]
- 偶像夢幻祭（2017年7月—，《Girl's Style Online（日语：電撃Girl's Style）》連載[19]，已出版1冊）
- （2017年11月—2021年4月27日，《女神剖析 -起源-（日语：ヴァルキリーアナトミア -ジ・オリジン-）》公式官網及官方Twitter連載[d]）
- （2018年8月—，祥傳社《FEEL YOUNG》連載）
- 花與夢與糞漫畫劇場與花！（2018年10月，白泉社《The花與夢（日语：ザ花とゆめ）》單部短篇）
- （2021年7月—，《東方彈幕神樂》公式官網連載)
- （2023年4月[20]—，《電擊魔王》2023年6月號[20]—連載中）
- （2023年11月號—，《月刊Comic電擊大王》連載，已出版1冊）

### 選集
- 艦隊Collection佐世保鎮守府篇電擊漫畫選集（2014年4月26日發行）
- 直笛與背包 官方選集（2012年8月10日）—於Comic Market 82分發
- 史上最強弟子兼一 單行本第51冊附錄小冊子「別冊兼一」（2013年5月17日發行）
- 世界征服 謀略之星 漫畫選集（2014年3月25日發行）
- 刀劍神域 漫畫選集2（2014年3月27日發行）
- 漫研社 官方選集（2014年8月15日發行）—於Comic Market 86分發
- 魔法少女大戰唷！全員集合 4格漫畫選集（2014年9月25日發行）
- ω迷宮（日语：オメガラビリンス） 電擊漫畫選集（2016年2月27日發行）
- Fate/Grand Order 選集漫畫 STAR（2016年3月11日發行）
- KING OF PRISM by PrettyRhythm 漫畫選集（2016年6月25日發行）
- 今天開始當女子小學生 單行本第4冊附錄官方選集（2016年7月29日發行）
- 星色Girl Drop 漫畫選集（bkub名義參加[21]，2018年1月11日發行[22]）
- 愛吃拉麵的小泉同學 官方選集（2018年1月30日發行[23]）
- 來自深淵 官方選集 深陷其中的探窟家們（2017年7月29日發佈）

### 人物設定
- （綜藝節目《上坂菫的糟糕○○（日语：上坂すみれのヤバい○○）》形象角色）[24][3]

### 動畫
- 長騎美眉（2015年，第4.5話片尾插圖）
- YUYU式 再放送版（2016年，第2話片尾插圖）
- 來自深淵（2017年，第12話片尾插圖）
- 偶像時間星光樂園（2018年，第50話動畫協力）
- 我喜歡的妹妹不是妹妹（2018年，第8話片尾插圖）
- 惡魔72 The short animation 漫長戰旅的身旁（2019年，第3話片尾插圖）
- 辣妹與恐龍（2020年，蒼井翔太協力）
- 突擊莉莉 BOUQUET（2020年，第6話片尾插圖）
- 星期一的豐滿2（2021年，第8話片尾插圖）
- 魔法少女毀滅者（2023年，第2話片尾插圖）

### 樂曲
- 電視動畫《POP TEAM EPIC》（皆負責插入歌作詞）
  - Shining Shoulder

### 構成作家
- 黑手黨田與中村悠一的「WasyaganaTV（日语：わしゃがなTV）」（2020年—，YouTube）[12]

### 其它
- 《14歲青少年哲學入門》封面插圖（2019年）
- 《建築知識（日语：建築知識）》封面插圖（2020年）[25][26][27]
- 封面插圖（著：安田峰俊，2022年[28]）
- WIXOSS（TCG）（日语：WIXOSS）（卡片插圖）[3]
- 決鬥大師（貝B·傑克／納斯卡寶藏／幸運飛鏢的卡片插圖）
- 星海遊俠：回憶（日语：スターオーシャン:アナムネシス）（廣播節目《星海遊俠電台》合作角色，宇一·奧古維爾、史提夫·K·瑪非兒）
- LINE貼圖[3]
  - POP TEAM EPIC
  - 偶像夢幻祭
  - 星野源[29]
  - 女神剖析（LINE貼圖第二彈[30]）
- 星芥Show Time（日语：星芥ショータイム） 人物原案（社長）
- Mt.RAINIER 咖啡拿鐵 奶油拿鐵（日语：マウントレーニア (飲料)）10週年紀念動畫作畫（2023年）[31]
- 電視動畫「為美好的世界獻上祝福！3」合作插圖（和真、阿克婭、惠惠、達克妮絲）[32]
- 卡片遊戲插圖（2024年）

## 腳註

## 相關項目
- 4格漫畫家列表（日语：4コマ漫画家の一覧）
- 兵庫縣出身人物列表（日语：兵庫県出身の人物一覧）

## 外部連結
- （日語）—大川武久部的官方個人網站。
- 大川武久部的X（前Twitter） （日語）
- 大川武久部的pixiv （日語）
- YouTube上的頻道 （日語）—作為構成作家參與
- YouTube上的頻道 （日語）